# Luis Camino
Luis Camino Maresma  (San Sebastián, 15 de mayo de 1960) es un músico , compositor y percusionista español.
Comienza a los 8 años a relacionarse con el mundo fotográfico gracias al regalo de una cámara por parte de un amigo de su padre, ganando con once años un rallye fotográfico local.
A los 16 años siente la llamada de la música comprando su primera guitarra a través de la cual consigue ser el músico más joven en la discográfica ELKAR grabando su primer disco dentro del grupo de Folk vasco IZUKAITZ con 18 años.
Sale de la casa paterna a los 18, después de dos años de conciertos con el citado grupo. A partir de ese momento y de forma totalmente autodidacta, comienza a estudiar el mundo de la percusión étnica, instrumento sobre el que basará su vida profesional hasta el día de hoy. 
En 1988 entra a formar parte del grupo donostiarra GATA, en el que militan los músicos Gaby Satrústegi, Txetxo Bengoetxea y Alfredo Beristáin entre otros, pero la relación dura pocos meses ya que el grupo se disuelve dando paso al nacimiento del grupo de fusión afro-latin-pop 21 Japonesas junto con los dos últimos componentes nombrados, de gran repercusión nacional.
Esta trayectoria facilita una rica carrera como músico de sesión trabajando para las principales figuras de la música vasca y nacional, así como el hecho de compartir grabaciones y conciertos con los mejores músicos en la escena, tales como Karlos Giménez, Iñaki Salvador o Pascal Gaigne, entre otros.
En 1999, saturado por su actividad al compartir trabajo con una veintena de grupos al mismo tiempo, emprende su primer viaje a India, país en el que permanece 10 años. Allí recoge ingente material sonoro en forma de grabaciones de campo que utilizará en los discos realizados en su carrera en solitario como Luis Camino & Abya Yala, además de editar el CD Dancing Mantras, solo en venta en dicho país.
A partir del año 2007, regresa a España estableciendo su residencia 2 años en el caserío Pagorriaga de Gipúzkoa,cuatro años en Sevilla, un año en Barcelona y dos años más en Jerez de la Frontera y comienza de nuevo a colaborar en algunas aventuras musicales. En Sevilla forma parte del grupo de Jazz Manouche Daddy's Swing. 
En la actualidad forma parte del Denis Gancel Group (Jazz, basado en Paris), del grupo Peanuts, basado en Baiona, Francia, el trio musical de Juliana Olm, con Nicolás Chelly y Juliana Olm, componente del grupo de Ainara Ortega, persusionista en la obra de teatro "Mi Nombre es Ninguno" de Ados Teatroa y componente del grupo Orquesta Bisutería.
Entre otros muchos, ha colaborado con Mecano , Alex Y Cristina (Rosenvinge) , Alboka & Marta Sebestyen , Celtas Cortos , Diego Vasallo , Pascal Gaigne (SOLISTERRAE ENSEMBLE) ,  Bingen Mendizábal , Benito Lertxundi , Mikel Laboa , Imanol , Tapia Ta Leturia , Sorotan Bele , Mikel Markez, Amaia Zubiria , Jabier Muguruza ,Pier Paul Bersaitz , Pablo Guerrero , Patxi Andión , Iñaki Salvador & Zilbor Hestea , Parafünk,  Mikel Urdangarín, Angela Cruces (Bailaora),Atom Rhumba, Barricada, Izukaitz,Xabier Lete, Faltriqueira,Karlos Gimenez,Triz3ps, Rui Tajima & The Brazilian Jazz Band,Kilema, Juliana Olm...
Así mismo, ha compuesto la banda sonora original de 5 documentales:
El Camino de la Paz (Nicolás Gauthier)
Sadhaka, La Senda del Yoga (Nicolás Gauthier, Luis Camino).
Manghaniyars, Tales from the Tar Desert (Nicolás Gauthier, Luis Camino).
NegarFranko Egingo Zuen Aitak (Bertha Gaztelumendi).
Al Otro Lado de la Cuerda (J. Valero).

## Discografía
Con el grupo 21 Japonesas
- Donde ríen los locos (1987, Nola Records)
- Hombre de la selva (1989, Nola Records)
- El paso del tiempo (1990, Island Records)
- El Mercado Del Placer (1992, Warner)

Álbumes Solo (Luis Camino & Abya Yala)
- Abya Yala (Aztarna,1997)
- InDIOSINCRASIA (Nuba Records,2003)
- Musikisthan (Nuba Records,2005)

Otros
- Dancing Mantras (2007, Surya Records, India, con la colaboración de los cantantes hindúes... Shobba Harsh, Arti Vyas y Rupendra “LALA” Gopa Ji.

Colaboraciones para Cine.
Ha colaborado con su percusión en las películas:
- Maité
- Todo está oscuro
- Flores de otro mundo
- Pantaleón y las visitadoras
- Reinas
- Aupa Etxeberría.
- Agur Etxeberría.
- Datos: Q25400168